# Uru Mashariki
Uru Mashariki ist ein Verwaltungsbezirk (Ward) des Distrikts Moshi in der tansanischen Region Kilimandscharo.

## Geografie
Uru Mashariki liegt im Nordosten von Tansania, nördlich der Regionshauptstadt Moshi am Südhang des Kilimandscharo. Der tiefste Punkt an der Stadtgrenze von Moshi liegt unter 1000 Meter Seehöhe, nach Nordosten steigt das Land auf 2400 Meter an. Die Grenze im Nordwesten bildet der Fluss Mware, die im Südosten der Mrusunga.
Der Bezirk grenzt im Nordosten an Kelamfua Mokala, Makiidi, Shimbi und Keni Aleni, die alle zum Distrikt Rombo gehören. Im Südosten grenzt er an Mbokomu, im Süden an Rau des Distrikts Moshi (MC) und im Westen an Uru Kusini und Uru Shimbwe. Bei der Volkszählung 2022 lebten 14.179 Menschen in 3857 Haushalten auf einer Fläche von 27,8 Quadratkilometern.

## Gliederung
Der Bezirk besteht aus sieben Gemeinden (Mtaa) mit 40 Orten (Kitongoji):
| Materuni - Kiterini Juu - Kiterini Chini - Kitowo Juu - Kitowo Chini - Wondo | Mruwia - Minjeni - Chuweni - Mtaloni - Njauni | Kyaseni - Pala - Lyawela - Orioni - Njauni | Mnini - Usawini - Molangi - Kyaronga - Neruo - Machombo - Manjaro | Kishumundu - Kishumundu Kati - Seramfo - Kikowoni - Kifumbu - Mararoni - Kifuni - Nganyeni - Ndishini - Msuko | Mwasi Kaskazini - Mria - Tsuduni - Msinangoni - Kifumbu - Mseseweni - Kwarimu | Mwasi Kusini - Mamboleo - Mwitini - Seramfo - Kikowoni - Sangeni - Mamondo |

## Wirtschaft und Infrastruktur
- Bildung: Im Bezirk gibt es drei weiterführende Schulen.[8] Die Mnini Secondary School[9] und die Mruwia Secondary School[10] sind staatliche Schulen mit einer Ausbildung für Mädchen und Burschen bis zur 4. Stufe. Die Kishumundu Secondary School ist eine 1985 gegründete Privatschule, die im Besitz der umliegenden Gemeinden ist und von der katholischen Diözese Moshi verwaltet wird. Sie steht Tages- und Internatsschülern beiderlei Geschlechts und unabhängig von ihrer religiösen Ausrichtung offen und bietet in der 3. und 4. Stufe die Ausbildungszweige Kunst und Wissenschaften an.[11]
- Gesundheit: Das Gesundheitszentrum Kyaseni versorgt Patienten ambulant und stationär und führt auch kleine chirurgische Eingriffe durch.[12] Außerdem befindet sich eine öffentliche Apotheke im Bezirk.[13]

## Tourismus
Von Moshi aus werden Tagestouren zum Materuni-Wasserfall und zu Kaffeeplantagen angeboten.

## Sonstiges
Die Kopernikusschule Freigericht unterhält eine Partnerschaft zur Kishumundu Secondary School.